# Zasloužilý vojenský navigátor SSSR
Zasloužilý navigátor pilot SSSR (rusky Заслуженный военный штурман СССР) byl čestný titul Sovětského svazu založený roku 1965. Udílen byl vojenským navigátorům Sovětského svazu za vynikající výsledky ve vývoji leteckých technologií, za vysoký výkon ve vzdělávání a výcviku letového personálu a za dlouhodobý bezproblémový letový provoz ve vojenském letectví. Udílen byl do roku 1988.

## Historie
Čestný titul Zasloužilý vojenský navigátor SSSR byl založen dekretem prezidia Nejvyššího sovětu Sovětského svazu č. 3230-VI ze dne 26. ledna 1965. Udílen byl za vynikající výsledky ve vojenském letectví. Poprvé byl udělen dekretem prezidia Nejvyššího sovětu Sovětského svazu ze dne 19. srpna 1965, kdy byli oceněni tři lidé. Zrušen byl dekretem prezidia Nejvyššího sovětu Sovětského svazu č. 9441-XI ze dne 22. srpna 1988.

## Pravidla udílení
Čestný titul Zasloužilý vojenský navigátor SSSR byl udílen příslušníkům vojenských vzdušných jednotek, vojenských škol a dalších vojenských organizací s kvalifikací vojenského navigátora 1. třídy nebo vojenského navigátora instruktora 1. třídy za vynikající výsledky ve vývoji letecké technologie, vysoké výkony ve vzdělávání a výcviku letového personálu a dlouhodobý bezproblémový letový provoz ve vojenském letectví. Udělený čestný titul mohl být odebrán pouze prezidiem Nejvyššího sovětu Sovětského svazu na návrh soudu nebo ministra obrany.
Odznak tohoto čestného titulu se nosil na pravé straně hrudi a v přítomnosti dalších sovětských vyznamenání byl umístěn nad sovětskými řády. Pokud se nosí s vyznamenáními Ruské federace, pak mají ruská vyznamenání přednost.

## Popis odznaku
Odznak je široký 27 mm a vysoký 23 mm. Na přední straně je v levé horní části nápis v cyrilici ЗАСЛУЖЕННЫЙ ВОЕННЫЙ ШТУРМАН. Ve středu je stoupající tryskové letadlo Lavočkin La-250 vyrobené z pozlaceného tombaku. Přední část letadla i část ocasu přesahují mírně přes okraj odznaku. Ve spodní části odznaku je vpravo vavřínová ratolest, která je uprostřed spodní části odznaku překryta nápisem CСCP. Vnější okraj odznaku je vystouplý.
Červená stuha z hedvábného moaré je připevněna k obdélnému postříbřenému kovovému rámečku.